# Western Hemisphere Institute for Security Cooperation
Western Hemisphere Institute for Security Cooperation (WHISC), före detta School of the Americas (SOA), är ett amerikanskt institut beläget i Columbus, Georgia. USA. Dess största uppgift är att träna militären i den latinamerikanska delen av Sydamerika.